# نتین
نتین (به چکی: Netín) یک منطقهٔ مسکونی در جمهوری چک است که در ناحیه ژدار ناد سازاووو واقع شده‌است. نتین ۷٫۷۹ کیلومتر مربع مساحت و ۳۲۷ نفر جمعیت دارد و ۵۳۸ متر بالاتر از سطح دریا واقع شده‌است.